# Hetaerina occisa
Hetaerina occisa – gatunek ważki z rodziny świteziankowatych (Calopterygidae). Występuje na terenie Ameryki Środkowej.